# Gaziantepspor
El Gaziantepspor fue un club de fútbol de Turquía, de la ciudad de Gaziantep. Fue fundado en 1969 y jugó en la Super Liga Turca. Desapareció en la temporada 2019-20.

## Historia
Gaziantepspor se fundó en 1969. La primera organización de deportes fue fundada en Gaziantep en 1923, en la Universidad Americana de Gaziantep. Unos jóvenes de Giazantep abrieron un club nuevo llamado ‘Altınışık’, tras varias separaciones en 1931 se formó el equipo 'Gaziantep İdman Yurdu'. Este no fue registrado en la federación turca y solo podía jugar amistosos.
El club se fundó en 1969, con el nombre homónimo de la ciudad. Tras una reunión del alcalde Mayor Abdulkadir Batur con algunos representantes de la ciudad, se formó el equipo con la ayuda de 58 personas. Besir Bayram que fue un miembro fundador, fue nombrado primer presidente. Aunque en la primera temporada solo pudieron jugar amistosos, en 1970 se unieron a la TFF Segunda División(3.ª división).
En 1974-75, quedaron segundos en la TFF Primera División(2,ª división) a tres puntos del ascenso. Después de diez años, en la temporada 1978-79, consiguen el ascenso a la Superliga.  El club descendió en 1983, pero volvió a la Superliga en 1990, donde han competido desde entonces.
El equipo compitió varias temporadas a nivel europeo y llegó a quedar tercero en las temporadas 1999-00 y 2000-01 en la liga doméstica.
En la temporada 2016-17 el equipo descendió a TFF Primera División y el siguiente año, en la 2017-18 descendieron a TFF Segunda División.
En la temporada 2018-19 anunciaron que abandonaban la TFF Segunda División tras recibir una sanción de -36 puntos. Comunicaron que seguirían en la lucha la temporada 2019-20 en Regional. En 2019 la FIFA sancionó al club con -21 puntos por deudas con sus jugadores. Esa misma temporada el club abandonó la liga, se declaró en bancarrota y cesó sus actividades.

## Palmarés
- Spor Toto Cup (1): 2011–12
- TFF Primera División (2):  1978–79, 1989–90
- TFF Tercera División (1):  1971–72
- Gençlik ve Spor Bakanlığı Cup (1): 1978–79

## Participación en competiciones de la UEFA
| Temporada | Torneo             | Ronda             | Club             | Casa | Visita | Global   |
| --------- | ------------------ | ----------------- | ---------------- | ---- | ------ | -------- |
| 1996      | Copa Intertoto     | Fase de grupos    | Trans Narva      | 0–0  |        | 4º Lugar |
| 1996      | Copa Intertoto     | Fase de grupos    | Lierse           |      | 0–1    | 4º Lugar |
| 1996      | Copa Intertoto     | Fase de grupos    | Vasas            | 3–2  |        | 4º Lugar |
| 1996      | Copa Intertoto     | Fase de grupos    | Groningen        |      | 1–1    | 4º Lugar |
| 2000-01   | UEFA Cup           | 1.ª               | Deportivo Alavés | 3–4  | 0–0    | 3–4      |
| 2001-02   | UEFA Cup           | Clasificatoria    | Zimbru Chișinău  | 4–1  | 0–0    | 4–1      |
| 2001-02   | UEFA Cup           | 1.ª               | Hapoel Tel Aviv  | 1–1  | 0–1    | 1–2      |
| 2003-04   | UEFA Cup           | 1.ª               | Hapoel Tel Aviv  | 1–0  | 0–0    | 1–0      |
| 2003-04   | UEFA Cup           | 2.ª               | Lens             | 3–0  | 3–1    | 6–1      |
| 2003-04   | UEFA Cup           | 1/16 final        | Roma             | 1–0  | 0–2    | 1–2      |
| 2011-12   | UEFA Europa League | 2ª Clasificatoria | Minsk            | 5–1  | 1–1    | 6–2      |
| 2011-12   | UEFA Europa League | 3ª Clasificatoria | Legia Warsaw     | 0–1  | 0–0    | 0–1      |

## Datos del club
- Temporadas en 1ª: 31
- Temporadas en 2ª: 15
- Mayor goleada conseguida: Gaziantepspor 6 - Erzurumspor 0 (temporada 1999/00)
- Mayor goleada encajada: Gaziantepspor 2 - Bakırköyspor 7 (temporada 1990/91)
- Mejor puesto en la liga: 3º(1999-00 y 2000-01)
- Peor puesto en la liga: 17º

### Participaciones en ligas
- Superliga: 1979–83, 1990–2017
- TFF Primera División: 1972–79, 1983–90, 2017–18
- TFF Segunda División: 1970-72, 2018–19
- Regional: 2019–20

## Jugadores

### Altas y bajas 2016
| Altas           | Altas    | Altas           | Altas | Altas |
| Jugador         | Posición | Procedencia     | Tipo  | Costo |
| --------------- | -------- | --------------- | ----- | ----- |
| Yoiver González | Defensa  | Deportivo Pasto | Libre | 0     |

| Bajas           | Bajas    | Bajas        | Bajas                  | Bajas |
| Jugador         | Posición | Destino      | Tipo                   | Costo |
| --------------- | -------- | ------------ | ---------------------- | ----- |
| Charles Itandje | Portero  | Agente libre | Rescisión de contrato. | --    |